# Bractwo Kurkowe 1791
Bractwo Kurkowe 1791 – polski zespół wokalno-instrumentalny, wykonujący muzykę z pogranicza folku, folk rocka, country, poezji śpiewanej oraz popu. Pod swoją oryginalną nazwą działał w latach 1971–1977, zaś w latach 1977–1980 pod zmienioną nazwą. 

## Działalność grupy
Bractwo Kurkowe 1791 zostało założone we wrześniu 1971 roku pod patronatem klubu Pod Witrażem w Łodzi. Założycielem i kierownikiem artystycznym formacji był Piotr Janczerski (ex-No To Co; śpiew), któremu towarzyszyli: Janusz Hryniewicz (śpiew, gitara, flet, harmonijka ustna), Ryszard Godyń (śpiew, gitara, banjo), Krzysztof Murek (gitara basowa, śpiew), Zbigniew Nowak (ex-Vox Remedium; pianino, cytra, bongosy, śpiew). Grupa zadebiutowała 2 kwietnia 1972 roku w telewizyjnym programie Tele-Echo, występując obok krakowskiego Bractwa Kurkowego, co dało pomysł na nazwę zespołu. Zaprezentowała wówczas piosenki Gospoda Pod kogutem i Obraz zapamiętany. Pierwszych nagrań muzycy dokonali podczas dwóch sesji nagraniowych dla Młodzieżowego Studia Rytm, część z nich ukazała się na debiutanckiej płycie czwórce. Wokalista pojmował zespół jako teatr piosenki i kreował grupę na głównego wykonawcę tworzonych widowisk, prezentowanych głównie w kameralnych warunkach Teatru Stara Prochownia w Warszawie, w Sali Ratuszowej w Gdańsku oraz w siedzibie zespołu – na małej scenie Teatru Rozmaitości w Łodzi. Pierwszy program, Pejzaże polskie pokazywany był także podczas XII MFP w Sopocie. 

Rzekłbym, że chodzi nam o styl zwany new folk... Mnie osobiście leżałoby na sercu animowanie muzyki, która byłaby prawdziwie polska i zarazem bardzo słowiańska... Wydaje mi się, że taka muzyka mogłaby mieć pewną szansę na międzynarodowym rynku rozrywki

Z końcem roku formacja nagrała pierwszy longplay pt. Polskie dzwony. Następne spektakle muzyczno-teatralne prezentowane już w nowym składzie i wydane na płytach to: Już gwiazdeczka się kolebie i Życie, miłość, folk. Konsultantem muzycznym tych widowisk był Mateusz Święcicki. Drugi skład Bractwa Kurkowego 1791, oprócz P. Janczerskiego i Z. Nowaka tworzyli: Dominik Kuta (gitara, flet, śpiew), Andrzej Tenard (gitara, śpiew) i Jerzy Górzyński (gitara basowa, śpiew). W 1974 roku przez zespół przewinęli się: Eugeniusz Mańko (ex-Spisek Sześciu; perkusja) i Elżbieta Linkowska (ex-Pro Contra; śpiew). Popularność przyniosły grupie występy na XI KFPP w Opolu (1973), gdzie została nagrodzona, na XIII MFP w Sopocie i na FPŻ w Kołobrzegu, gdzie trzykrotnie zdobyła Srebrny Pierścień (1973, 1974, 1976). Ponadto w latach 1973-1974 wzięła udział w X Światowym Festiwalu Młodzieży i Studentów w Berlinie oraz Festiwalu Mody w Gdańsku, gdzie została nagrodzona Złotym Medalem za program Muzyka i moda. Ponadto formacja trzykrotnie gościła w ZSRR. W grudniu 1974 roku odszedł Zbigniew Nowak (kompozytor takich przebojów grupy jak m.in. Hej, dyliżans mknie, Moja Santa Maria i Hej przynieście czerwone), który utworzył popularny zespół Happy End. Na początku 1975 roku perkusistą Bractwa Kurkowego 1791 został Henryk Tomala (ex-Test), a miejsce Kuty (w zespole od 1972) zajął Wojciech Michalczyk (ex-zespół Stana Borysa). Wypadek samochodowy zakończył tournée Bractwa Kurkowego po Szwecji i Norwegii i spowodował czasowe zawieszenie działalności oraz kolejne zmiany personalne. Jesienią 1975 roku przed wyjazdem do Stanów Zjednoczonych i Kanady zespół tworzyli: P. Janczerski (śpiew) W. Michalczyk (gitara), Tadeusz Kłoczewiak (ex-Test; gitara basowa), Paweł Dubowicz (ex-Fair; fortepian, instrumenty klawiszowe), Wojciech Meller (ex-Safari; perkusja, śpiew), Zbigniew Mrozowski (ex-Grupa Bluesowa „Stodoła”; perkusja). Po tournée skandynawskim zespół przedstawił w kraju program Muzykon na głos ludzki. W marcu 1977 r. formacja nagrała swój czwarty album Piotr Janczerski i Bractwo Kurkowe, a w czerwcu po raz drugi wyjechała na występy do Stanów Zjednoczonych, gdzie grała dla Polonii amerykańskiej. W jednym z największych klubów polonijnych na wschodnim wybrzeżu Piast w Jersey City, a także w Chopin Theatre na Manhattanie zaprezentowała utwory zarówno z repertuaru No To Co, jak i najnowsze własne kompozycje – począwszy od piosenek Po ten kwiat czerwony i Te opolskie dziouchy, a skończywszy na Jadę od Bytomia i Niech wam życie płynie wesoło. Zespół zaprezentował także kilka zagranicznych piosenek, m.in.: Proud Mary, When In Your Arms. Po występie na międzynarodowym festiwalu muzycznym w Jersey City College, Bractwo Kurkowe zebrało bardzo dobre recenzje. W skład grupy wchodzili wówczas: P. Janczerski (śpiew), Tomasz Myśków (ex-Saloon; gitara), Zbigniew Dziubiński (ex-Trubadurzy; gitara), Tomasz Rostkowski (ex-Trubadurzy; instrumenty klawiszowe), Henryk Bednarski (gitara basowa) i Tadeusz Kazimierczak (perkusja). Podczas pobytu w USA zespół P. Janczerskiego zmienił nazwę na Bractwo. W 1978 grupa będąc pod patronatem Stowarzyszenia Muzyków Estradowych zaprezentowała w Teatrze Rozmaitości swój kolejny program, pt. Przez ranczo szoł chłop. Członkami zespołu w tym okresie byli: Henryk Szpernol (ex-Hokus; gitara), Krystian Wilczek (ex-Apokalipsa; gitara basowa, śpiew), Adam Pilawa (ex-2 plus 1; skrzypce), Jacek Berenthal (ex-Hokus; instrumenty klawiszowe, śpiew), Janusz Ziomber (ex-Krzak; perkusja). W późniejszym okresie nowymi muzykami Bractwa zostali: Andrzej Sidło (gitara, harmonijka ustna), Jerzy Kobiałko (gitara basowa), Stanisław Fijałkowski (pianino, flet, kierownik muzyczny), Tadeusz Król (saksofon, wiolonczela), Janusz Hernandez i Zbigniew Gałązka (perkusja). W 1979 zespół jeszcze raz zmienił nazwę i jako Express Band wystąpił na XIII FPŻ w Kołobrzegu. W 1980 Janczerski z towarzyszeniem muzyków blues-rockowej formacji Irjan, ponownie pod nazwą Bractwo, po raz kolejny odwiedził Stany Zjednoczone, Kanadę oraz Związek Radziecki, gdzie prezentował świąteczny program pt. Wieczerza wigilijna u księcia Radziwiłła Panie Kochanku za który otrzymał Medal 200-lecia USA. Ostatni koncert trasy miał miejsce we Lwowie.

## Nagrody
- 1973 – nagroda na Krajowym Festiwalu Polskiej Piosenki w Opolu za utwór Koleiny
- 1973 – Srebrny Pierścień na Festiwalu Piosenki Żołnierskiej w Kołobrzegu za piosenkę W wojsku nie jest źle
- 1974 – Srebrny Pierścień na Festiwalu Piosenki Żołnierskiej w Kołobrzegu za piosenkę Witaj dniu
- 1976 – Srebrny Pierścień na Festiwalu Piosenki Żołnierskiej w Kołobrzegu za piosenkę Żal mi będzie

## Dyskografia

### Albumy
- 1972 – Polskie dzwony (LP, Muza SXL-0930)
- 1973 – Już gwiazdeczka się kolebie (LP, Muza SXL-0959; płyta z pastorałkami)
- 1974 – Życie, Miłość, Folk (LP, Muza SXL-1063)
- 1977 – Piotr Janczerski i Bractwo Kurkowe (LP, Muza SX-1495)

### Kompilacje
- 1972 – Bractwo Kurkowe 1791 / Wiślanie 69 (Pocztówka, Ruch R-0061-II)
- 1973 – Dyskoteka 5 (LP, Muza SXL-0984)
- 1973 – To pejzaż mojej ziemi (LP, Muza SXL-0938)
- 1973 – Premiery – Opole ’73 (1) (LP, Muza SXL-0954)
- 1973 – Czterej pancerni i pies (LP, Muza SXL-0965)
- 1973 – Kołobrzeg '73 (EP, Muza N-0726)
- 1973 – Bractwo Kurkowe 1791 / ? (SP, Muza SP-522)
- 1973 – Bractwo Kurkowe 1791 / Pro Contra (Pocztówka, PWP Ruch R-0173-II)
- 1974 – Opole ’74 – Premiery (LP, Muza SXL-1131)
- 1974 – Premiery 2 – Kołobrzeg '74 (LP, Muza SXL-1110)
- 1974 – Bractwo Kurkowe 1791 / Partita (Pocztówka, Ruch R-0214-II)
- 1974 – Jolanta Kubicka / Bractwo Kurkowe 1791 (Pocztówka, Ruch R-0277-II)
- 1974: Hallo 1/74  (LP, Amiga (DDR) 855 343)
- 1974: Beat, Rock & Blues Aus Der VR Polen (LP, Amiga (DDR) 855 394)
- 1976 – Polskie Targi Estradowe – Łódź '75 (LP, Muza SX-1219)
- 1976 – Jubileusz – Kołobrzeg '76 vol. 1 (LP, Muza SX-1358)
- 1976 – Jubileusz – Kołobrzeg '76 vol. 2 (LP, Muza SX-1359)
- 1976 – Premiery – Kołobrzeg '76 (LP, Muza SX-1372)
- 1978 – Tak jak wojsko nikt nie śpiewa – Kołobrzeg '78 (LP, Muza SX-1624)
- – ? – Big-bitowe Boże Narodzenie (Seria z dinozaurem vol. 6, 2 CD; Muza, PNCD 424A/B)
- 2000 –  Polskie Dzwony...Plus...Już Gwiazdeczka Się Kolebie (CD, Yesterday, Muza – 830988514-2)
- 2000 –  Bractwo Kurkowe – Życie, Miłość, Folk ...Plus... Piotr Janczerski I Bractwo Kurkowe (CD, Yesterday, Muza – 830988515-2)
- 2003 – Dzień jeden w roku. Kolędy (CD, PNCD809)

### Single i Czwórki
- 1972 – Hej, dyliżans mknie / Siedem cór (SP, Muza SP-411)
- 1972 – Bractwo Kurkowe 1791 (EP, Muza N-0696)
- 1974 – Kasia und die Sonne [Kasia i słońce] / Vor langen Jahren [Obraz zapamiętany] [SP, AMIGA (DDR) 456 036)
- 1974 – Hej, Winternacht [Skrzypi wóz] / Schlaf, mein Sohn [Mroźna cisza] [SP, AMIGA (DDR) 456 083)
- 1975 – Сойди На Землю [Zejdź na ziemię] / Дневник Человека [Pamiętnik człowieka] / Эй, Принесите [Hej, przynieście] / Летит Серебро [Niezwykła noc] (EP, Melodia (ZSRR) C62-05327-28)
- 1977 – Dzwonki leśne / Tango w kamienicy (SP, Muza SS-701)

### Pocztówki dźwiękowe
- 1972 – Gospoda Pod Kogutem (Pocztówka, Ruch R-0061)
- 1973 – Koleiny (Pocztówka, Ruch R-0173)
- 1974 – Moja Santa Maria (Pocztówka, Ruch R-0516)
- 1974 – Przynieście maki (Pocztówka, Ruch R-0214)
- 1974 – A my majowi (Pocztówka, Ruch R-0550)
- 1978 – Witaj dniu (Pocztówka, Ruch R-0277)

### Nagrania radiowe
- 1972: Hej, dyliżans mknie, Gospoda „Pod Kogutem”, Polskie dzwony, Siedem cór, Kominiarz Johnny, Chłopcy, chłopcy, Obrazki sielskie, Obraz zapamiętany, Serca odpustowe, Świątki ze smutku, Pejzaż z wiatrakami, Zejdź na ziemię;
- 1973: Polonez Gdański, Koleiny, W wojsku nie jest źle, Pytasz mnie matulu, Hej przynieście, Wiosna życia, Dyskoteka babci;
- 1974: Lato, lato, Przynieście maki, A my majowi, Witaj dniu;
- 1976: Piosenka na powitanie na 30-lecie Polskich Nagrań, Piosenka na pożegnanie na 30-lecie Polskich Nagrań, Żal mi będzie, Tak chciałbym mieszkać, Gdzie wiruje świat;
- 1978: Parowa maszyna, W moim świecie zawsze bądź, Mundial '78 (instr.)